# Cyanhydrinsynthese
Cyanhydrinsynthese bezeichnet die Herstellung von Cyanhydrinen durch basenkatalysierte Addition von Blausäure (HCN) an Carbonylverbindungen (Aldehyde oder Ketone). Durch dieses Verfahren können beispielsweise Aldosen um eine Kohlenstoffeinheit verlängert werden.

## Geschichte
Die Variante der Cyanhydrinsynthese in der Kohlenhydratchemie entwickelte Heinrich Kiliani (1855–1945). Ursprünglich hatte Adolph Strecker eine ebenfalls als Cyanhydrinsynthese bezeichnete Methode zur Darstellung von Aminosäuren beschrieben. Mit dieser Variante wurde bereits 1850 Alanin erstmals aus Acetaldehyd und HCN synthetisiert.

## Enzymatische Synthese
Die Herstellung von Cyanhydrinen ist auch über biokatalytische Synthese möglich. Das dafür eingesetzte Enzym ist eine Hydroxynitrillyase (HNL). HNLs sind z. B. in grünen Mandelkernen, in den Nadeln der Eibe und im tropischen Goldtüpfelfarn nachweisbar und für die Toxizität dieses Pflanzenmaterials verantwortlich. Da Cyanhydrine chiral sind, kann man über (R)- oder (S)-Hydroxynitrillyasen die entsprechenden Enantiomere mit hohem Reinheitsgrad erhalten.
Die Reaktion stellt die Addition und Freisetzung von bzw. zu Aldehyden und Ketonen dar. Die Hinreaktion beschreibt die Cyanogenese bei Pflanzen, die Rückreaktion die biokatalytische Cyanhydrinsynthese.